# Seven de Sudáfrica 2005
El Seven de Sudáfrica de 2005 fue la séptima edición del torneo sudafricano de rugby 7, fue el segundo torneo de la temporada 2005-06 de la Serie Mundial Masculina de Rugby 7.
Se disputó en la instalaciones del Outeniqua Park de George.

## Fase de grupos

### Grupo A
| Equipo        | Encuentros | Encuentros | Encuentros | Encuentros | Tantos  | Tantos    | Tantos     | Puntos |
| Equipo        | jugados    | ganados    | empatados  | perdidos   | a favor | en contra | diferencia | Puntos |
| ------------- | ---------- | ---------- | ---------- | ---------- | ------- | --------- | ---------- | ------ |
| Argentina     | 3          | 2          | 0          | 1          | 89      | 33        | 56         | 7      |
| Nueva Zelanda | 3          | 2          | 0          | 1          | 72      | 21        | 52         | 7      |
| Gales         | 3          | 2          | 0          | 1          | 76      | 52        | 24         | 7      |
| Kenia         | 3          | 0          | 0          | 3          | 0       | 131       | -131       | 3      |

Nota: Se otorgan 3 puntos al equipo que gane un partido, 2 al que empate y 1 al que pierda

### Grupo B
| Equipo    | Encuentros | Encuentros | Encuentros | Encuentros | Tantos  | Tantos    | Tantos     | Puntos |
| Equipo    | jugados    | ganados    | empatados  | perdidos   | a favor | en contra | diferencia | Puntos |
| --------- | ---------- | ---------- | ---------- | ---------- | ------- | --------- | ---------- | ------ |
| Fiyi      | 3          | 3          | 0          | 0          | 116     | 14        | 102        | 9      |
| Australia | 3          | 2          | 0          | 1          | 83      | 68        | 15         | 7      |
| Escocia   | 3          | 1          | 0          | 2          | 64      | 60        | 4          | 5      |
| Namibia   | 3          | 0          | 0          | 3          | 7       | 128       | -121       | 3      |

### Grupo C
| Equipo     | Encuentros | Encuentros | Encuentros | Encuentros | Tantos  | Tantos    | Tantos     | Puntos |
| Equipo     | jugados    | ganados    | empatados  | perdidos   | a favor | en contra | diferencia | Puntos |
| ---------- | ---------- | ---------- | ---------- | ---------- | ------- | --------- | ---------- | ------ |
| Inglaterra | 3          | 3          | 0          | 0          | 98      | 21        | 77         | 9      |
| Samoa      | 3          | 2          | 0          | 1          | 81      | 64        | 17         | 7      |
| Portugal   | 3          | 1          | 0          | 2          | 42      | 75        | -33        | 5      |
| Canadá     | 3          | 0          | 0          | 3          | 24      | 85        | -61        | 3      |

### Grupo D
| Equipo    | Encuentros | Encuentros | Encuentros | Encuentros | Tantos  | Tantos    | Tantos     | Puntos |
| Equipo    | jugados    | ganados    | empatados  | perdidos   | a favor | en contra | diferencia | Puntos |
| --------- | ---------- | ---------- | ---------- | ---------- | ------- | --------- | ---------- | ------ |
| Sudáfrica | 3          | 3          | 0          | 0          | 91      | 31        | 60         | 9      |
| Francia   | 3          | 2          | 0          | 1          | 67      | 46        | 21         | 7      |
| Zimbabue  | 3          | 1          | 0          | 2          | 48      | 74        | -26        | 5      |
| Túnez     | 3          | 0          | 0          | 3          | 29      | 84        | -55        | 3      |

## Fase Final

### Cuartos de final
| 10 de diciembre | Fiyi | 43 - 14 | Nueva Zelanda |  |  |

| 10 de diciembre | Inglaterra | 26 - 5 | Francia |  |  |

| 10 de diciembre | Argentina | 14 - 12 | Australia |  |  |

| 10 de diciembre | Sudáfrica | 21 - 19 | Samoa |  |  |

### Semifinal
| 10 de diciembre | Fiyi | 28 - 22 | Inglaterra |  |  |

| 10 de diciembre | Sudáfrica | 19 - 28 | Argentina |  |  |

### Final
| 10 de diciembre | Fiyi | 21 - 19 | Argentina |  |  |

| Bandera de Fiyi        |
| Campeón Fiyi           |
| 1º título del circuito |